# Ras Algethi
Alpha Herculis (α Her / α Herculis) é uma estrela na constelação de Hércules.  Possui tradicionalmente o nome Ras Algethi or Rasalgethi, e a designação de Flamsteed 64 Herculis.
Há dois componentes, α1 e α2, e α1 é uma estrela binária composta por uma gigante vermelha e uma estrela secundária próxima.

## Mitologia
Sua alcunha vem do árabe Rasalgethi de Rās al-Jathi "cabeça do ajoelhado".